# Ди Капри, Пеппино
Пеппи́но ди Ка́при (итал. Peppino di Capri; род. 27 июля 1939 года) — итальянский певец.
С 1967 по 2005 годы 15 раз принимал участие в Фестивале Сан-Ремо. Побеждал там два раза — в 1973 с песней Un grande amore e niente più и в 1976 с песней Non lo faccio più.
В 1991 он представлял свою родную страну в песенного конкурса Евровидение-1991.

## Дискография
- См. «Peppino di Capri § Discografia» в итальянском разделе.

## Упоминания в культуре
Песни Пеппино ди Капри упоминаются в романах Орхана Памука «Снег» и «Музей невинности».
Песня «Melancolie» звучит в 7-й серии (00:16:20) сериала «Молодой Папа» (режиссёр Паоло Сорентино).
Песня «Ce vo tiempo» звучит в фильме «Операция святой Януарий» (00:59:29).